# Sílvia Romero Galera
Sílvia Romero Galera   (Tremp, 4 de febrer de 1968) és una llicenciada en filologia catalana i doctora en lingüística per la Universitat de Barcelona. Es batllessa de Tremp d'ençà el 2023 i diputada al Parlament de Catalunya (13a legislatura) pel Partit dels Socialistes de Catalunya.
Tècnica de normalització lingüística al Consorci per a la Normalització Lingüística (1991-2021), actualment en excedència, i professora associada a la Universitat de Barcelona (1994-1996), a la Universitat de Lleida (2004-2006) i a la Universitat Oberta de Catalunya (2000-2021). És coautora de diversos llibres: El català nord-occidental (2004), Llengua i ràdio (2000) i Llengua i ús a les Terres de Ponent (2000).
Ha publicat nombrosos articles especialitzats en dialectologia, sociolingüística i història de la llengua. Sòcia de l'Associació de Dones Rosa d'Abril i de l'Associació Pirineus.watt. Consellera de l'Institut d'Estudis Ilerdencs. Té títols de màster en govern local per la Universitat Autònoma de Barcelona, i en immigració, llengua i treball social per la Universitat de Lleida.
És viceprimera secretària de la Federació del PSC Lleida, Alt Pirineu i Aran. Regidora de l'Ajuntament de Tremp des de l'any 2007. Tinenta d'alcalde de l'Ajuntament de Tremp (2007-2015) i consellera del Consell Comarcal del Pallars Jussà (2015-2019).